# Storia della Piccardia
(Jules Michelet « Tableau de la France », Histoire de France, libro III, Paris, 1833)
La storia del territorio coperto dalla moderna Piccardia, creata alla fine del XV secolo, risale al Paleolitico, epoca in cui gli uomini preistorici si insediarono nei terrazzi fluviali della valle della Somme. Prosegue nel Neolitico, in cui i popoli si stabilirono e cominciarono a coltivare la terra. Durante l'età del ferro (La Tène), i Celti si insediarono nella regione, ci fu la conquista da parte dei romani e l'ingresso nella storia scritta. Con le invasioni barbariche del V secolo, cominciò un nuovo periodo, il Medioevo, ma bisogna attendere la fine dell'XI secolo affinché la parola « Picard » compaia per la prima volta in un testo scritto: Guillaume le Picard morì durante la prima crociata, nel 1098. « Picard » indicava degli individui prima di indicare un territorio. Nel XIII secolo, c'era una « nation picarde » ("nazione piccarda") presso l'Università di Parigi.
La provincia della Piccardia non emerse davvero che fino alla fine del Medioevo (tardo XV secolo), quando diventò la marca di confine tra i Paesi Bassi borgognoni e il Regno di Francia. Fu allora creato un governo della Piccardia, che fu sciolto nella Rivoluzione francese, quando le provincie furono sostituite dai dipartimenti. Fu solo negli anni 1960 che la Piccardia diventò di nuovo un'entità amministrativa con un territorio più ampio.
La storia della Piccardia, terra di invasioni e di passaggio, è stata spesso tragica ed è inseparabile da quella dell'intera Francia.